# Exacum nummularifolium
Exacum nummularifolium är en gentianaväxtart som beskrevs av Jean-Henri Humbert. Exacum nummularifolium ingår i släktet Exacum och familjen gentianaväxter. Inga underarter finns listade i Catalogue of Life.